# Billiard hockey

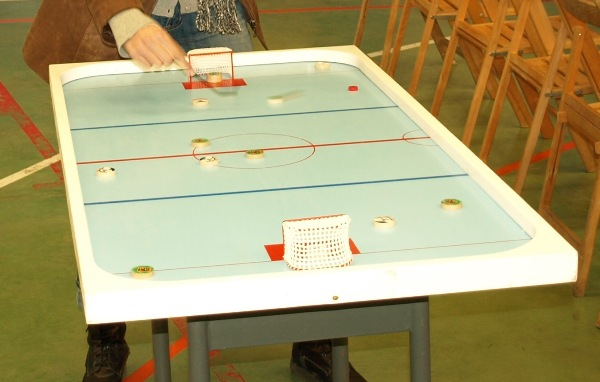
Taula de billiard hockey

El billiard hockey (šprtec en txec) és un joc en el que s'enfronten dos jugadors. Aquests fan servir uns petits estics d'hoquei per colpejar unes fitxes de fusta anomenades draughts. Aquestes fitxes han de colpejar un petit disc intentant introduir-lo a dins de la porteria rival. La seva pràctica se centra principalment a l'Europa de l'est.

## Història
L'origen del joc prové de la zona de Moràvia (República Txeca), i es remunta al segle xix. El seu nom vol dir "empenta" en un dialecte d'aquella zona. Durant aquells temps, molta gent solien jugar a šprtec amb monedes o botons i amb diverses normes.
La primera unificació de les normes es va realitzar a Brno (República Txeca) l'any 1960. Tres joves adolescents establiren la primera competició anomenada Table Hockey League Brno, que encara es juga, amb unes normes molt semblants a les actuals.
El segon gran pas va arribar l'any 1980. En aquest any es van començar a jugar campionats nacionals a l'antiga Txecoslovàquia. Es van començar a dur a terme els primers contactes internacionals, començant la seva expansió en la dècada dels noranta. Des de llavors es va començar a fer servir el nom actual, billiard hockey, degut a la complexitat de pronunciació de la paraula txeca originària.
L'any 1992 s'organitzen a Brno el primer Campionat Europeu i el primer Campionat del Món. Un dels tres fundadors de la Table Hockey League Brno, el Dr. Jiří Ventruba va ser el primer president de l'Associació Mundial d'Hoquei Taula (WTHA).

## Equip
Per jugar a billiard hockey es necessita el següent equip:
- Un tauler de joc. El tauler està fet de fusta i s'assembla a una pista d'hoquei gel.
- Dos porteries.
- Un equip de draughts per a cada jugador. Cada equip està format per cinc fitxes o draughts més el porter. Totes les fitxes són de fusta, i estan decorades amb adhesius per la part superior.
- Un petit estic d'hoquei per a cada jugador, normalment de plàstic.
- Un disc de fusta